# Ling-šuej
Ling-šuej (čínsky pchin-jinem Língshuǐ, znaky 陵水), plným názvem Liský autonomní okres Ling-šuej (čínsky v českém přepisu ling-šuej li-cu c’-č’-sien, pchin-jinem língshuǐ lízú zìzhìxiàn, znaky zjednodušené 陵水黎族自治县, tradiční 陵水黎族自治縣), je autonomní okres na jihovýchodě ostrovní provincii Chaj-nan v Číně. Má rozlohu 1128 km² a v roce 2020 v něm žilo 372 511 obyvatel.

## Obyvatelstvo
Podle Sedmého sčítání lidu Čínské lidové republiky v roce 2020 ve Wan-ningu žilo 372 511 obyvatel.

## Doprava

### Železniční
- Vysokorychlostní trať Chajnanský okruh – východní úsek, stanice Ling-šuej

### Silniční
- Dálnice G98 Chajnanský okruh
- Státní silnice 223
- Státní silnice 361